# Siocon
Siocon là một đô thị cấp hai ở tỉnhZamboanga del Norte, Philippines. Theo điều tra dân số năm 2000, đô thị này có dân số 32.699 người trong 5.942 hộ.

## Các đơn vị hành chính
Siocon về mặt hành chính được chia thành 26 khu phố (barangay).
| - Andres Micubo Jr. (Balili) - Balagunan - Bucana - Bulacan - Candiz - Datu Sailila - Dionisio Riconalla - Jose P. Brillantes, Sr. (Old Lituban) - Latabon - Makiang - Malambuhangin - Malipot - Manaol | - Mateo Francisco - Matiag - New Lituban - Pangian - Pisawak - Poblacion - S. Cabral - Santa Maria - Siay - Suhaile Arabi - Tabayo - Tagaytay - Tibangao |